# Robert Capron
Pour les articles homonymes, voir Capron.
Robert Capron, de son vrai nom Robert Capron Jr., né le 9 juillet 1998 à Providence (Rhode Island), est un acteur américain surtout connu pour avoir joué dans la suite de films Journal d'un dégonflé.

## Biographie
Il vit à Scituate.

## Carrière
En 2009, il fait ses débuts sur scène avec un petit rôle dans la comédie Meilleures Ennemies, où il incarne Robert, un élève d'Emma joué par Anne Hathaway.
Sa mère, Kaye Capron, jouait la mère de son personnage dans le premier film de la série Journal d'un dégonflé : Guide de survie du collège.

## Filmographie

### Cinéma
- 2009 : Meilleures Ennemies de Gary Winick : Robert, un élève d'Emma
- 2009 : Hatchi de Lasse Hallström : un élève
- 2010 : Journal d'un dégonflé de Thor Freudenthal : Rowley Jefferson
- 2010 : L'Apprenti sorcier de Jon Turteltaub : Oliver
- 2011 : Rodrick fait sa loi de David Bowers : Rowley Jefferson
- 2012 : Les Trois Corniauds de Peter et Bobby Farrelly : Curly
- 2012 : Le Journal d'un dégonflé : ça fait suer ! de David Bowers : Rowley Jefferson
- 2012 : Frankenweenie de Tim Burton : Bob
- 2013 : Tarzan de David Yates : Derek (voix)
- 2016 : Annabelle Hooper and the ghosts of Nantucket : Jake McFeeley
- 2017 : Le roi de la polka : David Lewan
- À venir : Growing up Gorman : Craig

### Télévision
- 2011–2012 : L'Heure de la peur de R.L. Stine : Marty / Lex Johnson (2 épisodes)
- 2013 : The Middle de Blake T. Evans : Tyler (saison 3, épisode 20)
- 2014 : Elementary de Robert Doherty : Mason (8 épisodes)